# ルパン三世 the Last Job
- ルパン三世 > ルパン三世 the Last Job
- トムス・エンタテインメントの作品一覧 > ルパン三世 the Last Job
- 金曜ロードショー > ルパン三世 the Last Job

『ルパン三世 the Last Job』（ルパンさんせい ザ・ラスト・ジョブ）は、モンキー・パンチ原作のアニメ『ルパン三世』のテレビスペシャルシリーズ第21作。2010年2月12日に日本テレビ系の『金曜特別ロードショー』にて放送された。視聴率は17.6%。

## 概要
風魔一族の秘宝を巡って、風魔とローマの関係や西洋のハイテク忍者集団が登場する作品である。ほぼ同時期に稼動を開始したパチンコ機『CRルパン三世 徳川の秘宝を追え』や季刊雑誌『ルパン三世officialマガジン』で掲載された漫画と、本作の登場キャラクターがリンクするという、シリーズ初の試みがなされた。
ゲストヒロインの神楽坂飛鳥役として平野綾が起用され、敵のボスであるモルガーナをシリーズでしばしば個性的な悪役を演じてきた津嘉山正種が演じた。また、敵幹部として朴璐美、玄田哲章、藤原啓治のベテラン声優が起用されている。
また、セリフのない端役としてシリーズの音楽を担当する大野雄二を模した演奏家が登場している（このような演出は、1998年に放送されたTVスペシャル『ルパン三世 炎の記憶〜TOKYO CRISIS〜』や前年に放送されたTVスペシャル『ルパン三世 sweet lost night 〜魔法のランプは悪夢の予感〜』などでも見られる）。
なお、翌2011年に放送されたTVスペシャル『ルパン三世 血の刻印 〜永遠のMermaid〜』で大掛かりなキャスト変更が行われ、石川五ェ門役の井上真樹夫、峰不二子役の増山江威子、銭形警部役の納谷悟朗の3名が交代したため、それぞれの役を演じた最後のTVスペシャル作品（文字通り「Last Job」）となった。また、『TV第2シリーズ』以来33年にわたってシリーズの録音監督を務めてきた加藤敏も、本作を最後に降板した。

## あらすじ
ルパンは、かつて日本がナチス・ドイツと同盟を結んだ当時、友好の証としてアドルフ・ヒトラーに贈られたという戦国時代の仏像「地獄如来像」を狙っていた。ドイツのプローラにおいて、銭形が指揮する厳重な警備体制に対し、ルパンは次元や五ェ門と共に強奪に乗り出す。東洋テレビの若き美人レポーターである神楽坂飛鳥も追い掛ける中で、そこにハイテク忍者軍団率いる国際的な武装集団の長・モルガーナが現れ、戦闘ヘリによる襲撃を受ける。結局、ルパンは像を横取りされた上、銭形がミサイル攻撃に巻き込まれる。後日、銭形の葬儀がしめやかに営まれ、ルパン達もまた自分達なりの方法で銭形の冥福を祈り、モルガーナへの報復を誓う。
実は飛鳥はICPOの潜入捜査官かつ銭形の部下であった。さらにその正体は風魔一族の末裔の女忍者であり、今回の盗みをルパンに依頼した張本人であった。「地獄如来像」とは風魔一族の秘宝「風神」を見つけ出すための手掛かりの1つであり、同じく「風神」を狙うモルガーナから像を守るために彼女はルパンに依頼したのだった。「風神」を手に入れるには、さらにフリードリッヒ博物館にある「北条影虎の宝刀」も必要と判明し、仲違いしたルパンと飛鳥はそれぞれ博物館に潜入して盗み出そうとするが、やはりモルガーナに横取りされてしまう。
モルガーナは自身の研究所にて、「地獄如来像」「北条影虎の宝刀」と、飛鳥と同じく風魔の血を引く部下の女忍者・摩耶の力を使い、「風神」の手掛かりとなる「六角の石」を手に入れる。ところがそれを研究所に忍び込んでいた飛鳥と彼女の忍犬・虎太郎に横取りされる。モルガーナの部下達が襲いかかる中、ルパン一味の介入もあり、飛鳥は逃亡に成功する。その際、摩耶と飛鳥は仲間で、彼女もまた「風神」を守るためにモルガーナの下に潜入していることが判明する。
石を持って逃亡中の飛鳥は、ローマにてモルガーナの部下・ラブレスの襲撃を受ける。ルパンが助けに入ってラブレスを退けるも、石は不二子に横取りされてしまう。不二子はそれをモルガーナに渡し、今回のお宝の正体について尋ねる。実は風魔とは、16世紀に日本に逃げたローマの科学者と山賊達が手を結んだものであり、「風魔」自体がローマの訛りだという。そしてその科学者達が作り出し、世界を支配できるという兵器が「風神」であり、当時は織田信長、後にはヒトラーも狙っていた代物だとモルガーナは明かす。
手を組むことを決めたルパンと飛鳥は再びモルガーナの研究所に変装して忍び込み、石の奪取には失敗するも、石の解析結果は手に入れることに成功する。そこから古代ローマのヴェスヴィオ火山付近の都市遺跡に「風神」が隠されていることを知る。2人は隠された謎を解いて、ついに「風神」を見つけ出すが、その正体や起動方法はわからず、「風神は神の子エルフによって目覚める」という文言を見つける。エルフは風魔の末裔を意味することがわかり、ルパンは飛鳥が起動の鍵ではないかと推測する。直後に「風神」を狙ったモルガーナらの襲撃を受け、虎太郎の活躍で「風神」は取られずに済むが、飛鳥は連れ去られてしまい、また摩耶の正体もバレており、モルガーナに捕まっていた。一方、死んだと思われていた銭形は、飛鳥の忍法で仮死状態にされていただけであり、棺の中で覚醒し、復活を遂げる。
「風神」を解析していたルパンは不二子の呼び出しを受け、彼女が指名したモルガーナのアジトへ向かうことを決める。安全のため部屋に虎太郎を残すも、それを銭形が発見し、銭形もまたルパンを追ってモルガーナのアジトに向かう。
嵐の中の洋上要塞でルパン一味とモルガーナらの激しい攻防戦が始まり、やがてモルガーナが「風神」を手に入れる。モルガーナは自分がかつてローマから世界を支配しようとした一族の末裔であり、「風神」とは一族が科学者たちに発明依頼したもの、さらにその正体はブラックホールの発生装置だと明かす。「エルフ」が指し示すものも飛鳥ではなく虎太郎だと判明し、その遠吠えで「風神」が起動するが、それを奪ったルパンは、戦闘ヘリを操縦するモルガーナに向かって放つ。嵐ごとモルガーナが消滅する中で、同じく消滅したように見えたルパンは帰還し、飛鳥や銭形も喜ぶ。そして飛鳥と摩耶の希望で「風神」は五エ門に斬られて破壊される。飛鳥は改めてルパンを逮捕する意思を示し、銭形と共にルパンを追いかけていくのであった。

## 登場人物

### メインキャラクター
ルパン三世
かの名高き怪盗アルセーヌ・ルパンの孫で、自らも世界的な大怪盗かつ変装の達人。
その狙いを疑いつつ、飛鳥の依頼で「地獄如来像」を盗もうとし、一連の流れからモルガーナの狙う「風神」を手に入れようとする。
次元大介
コンバットマグナムを使う射撃の名手でルパンの相棒。
ルパンと行動を共にするが、旧知のアンドレと戦うことになり、彼のトリッキーな攻撃手法で怪我を負う。
石川五ェ門
古の大泥棒・石川五ェ門の十三代目。最強の刀「斬鉄剣」を使う居合い抜きの達人。
ルパンと行動を共にし、モルガーナらと戦う。
峰不二子
ルパン一味の紅一点で、付かず離れずの存在。時にはルパン達を利用したり、裏切ったりすることも多い。
今回のお宝には興味がなく、スリルを求めていると嘯いてモルガーナに加担し、ルパンの妨害を行う。
銭形警部
ルパン一味を追うICPOの捜査官。ルパン専任捜査官であるため、ルパンに関係する事件なら世界中どこでも捜査権が認められている。
冒頭でモルガーナの戦闘ヘリから攻撃を受けて死亡する。しかし、実は飛鳥の忍術で仮死状態であったことが判明し、終盤で復活する。

### ゲストキャラクター
神楽坂飛鳥
本作のゲストヒロイン。風魔の末裔の女忍者。ICPO捜査官で銭形の部下。
外見は若く華奢な美人だが、身体能力に優れる女性。劇中には東洋テレビのリポーターとして登場するが、実はルパン捜査のために潜入捜査をしていたICPOの捜査官で銭形の部下。さらにルパンに地獄如来像の強奪を依頼した人物でもあった。その正体は戦国時代の忍びである風魔一族の末裔であり、「風神」をモルガーナから守るためにICPOに入ったり、ルパンに像の強奪を依頼していた。
女忍者として身体能力や忍術には優れているが、しばしば感情的になりがちな面や度々無謀な行動に出る等、忍者とは思えない未熟さが目立ち、モルガーナの組織に潜り込んでいた摩耶からも危惧されている。また、自分でルパンや銭形を巻き込んでいながら、モルガーナに像を奪われたルパンを役立たず扱いするのみならず、無差別攻撃に巻き込まれて銭形が死んだ事についてまで全面的にルパンに責任転嫁する等、身勝手な面も見せている。
当初はルパンと対立関係にあるが、後半では協力関係になる。ICPO捜査官になったのも建前であったが、上司となった銭形を信頼し、彼がモルガーナとの戦いに巻き込まれて命を落とすことを危惧して、予め忍術を使って仮死状態にしていた。
虎太郎
飛鳥の忍犬。
賢く、非常に優秀な中型の日本犬。飼い主の飛鳥に忠実で、彼女の口笛による犬笛（人間の耳には聞こえない）による命令をこなしつつ、自律した行動もできる。冒頭では飛鳥よりルパンを見張るように命令されており、その後も、何かあるとよくルパンのお尻に噛みつく。
実は「風神」を起動する鍵である「エルフ」に該当する存在だと終盤で判明し、その遠吠えが「風神」を起動させる。
摩耶
モルガーナの部下。風魔一族の末裔の女忍者。
飛鳥より年上の色香のある美女。忍者としての身体能力以外にも、五エ門と互角に渡り合うほどの剣の腕前を持つ。唯一の風魔の末裔を名乗ってモルガーナの部下となっていたが、その実態は飛鳥と同じく「風神」を守るために彼の下に潜入していただけであった。飛鳥の姉貴分にあたり、連絡を取り合ってモルガーナの野望を砕こうとしていたが、発見自体を妨害したい彼女と異なり、モルガーナの科学力を使って見つけ出した「風神」を保護しようとしていた。
モルガーナが「北条影虎の宝刀」を強奪した後に登場し、風魔の血によって影虎を扱えたことから「六角の石」を手に入れ、そのまま影虎を得物に五エ門とも対等に斬り結ぶ。しかし、正体はバレており、終盤ではモルガーナに拘束された上に飛鳥と共に人質となる。
モルガーナ
ハイテク忍者を率いる武装集団の長。
名前と外見からイタリア人と思われる大柄で筋肉質の仮面の男。仮面の下の額には後述の秘密結社の紋章の刺青がある。世界各地で活動し、宝物の強奪を行っているが、ICPOからは破壊の方が目的ではないかと言われるほど、大きな爆発や殺しなど非常にやり方が荒っぽい。忍者集団の長として自身も身体能力は高く、服の下に仕込んだグレネード・ピストルや短機関銃など、様々な武器やアイテムを駆使して戦う。
かつてローマから世界を支配しようとした秘密結社「モルガーナ」の末裔。16世紀、先祖が世界征服のための兵器としてローマの科学者たちに「風神」の製作を依頼するも、これを危惧した科学者たちが製作物を潜伏先の日本に隠してしまったとし、一族の悲願として行方を追っていた。この経緯のために、自分こそが「風神」の正当な所有権を持つと考えている。
アンドレ・マクシム
モルガーナの部下。傭兵。
スキンヘッドに筋肉質の男。元傭兵で、その時に次元と因縁があったことが示唆される。モルガーナの科学力によって巨大ヨーヨーのような特殊な武器を操り、飛鳥や次元を襲い、特に次元を負傷させて退却させることに成功する。
終盤の戦いでは再び次元と相対するが、投げつけたヨーヨーにジェットパックをつけられ、そのまま飛ばされてしまい行方不明となる。
レイモンド・ラブレス
モルガーナの部下。
猛禽類を模した大きな羽と鉤爪のような武装をした細身の男。羽を使って飛び上がったり滑空するなど身体能力に優れる。中盤において六角の石を持って逃げる飛鳥への襲撃者として登場し、バスジャックをしてローマ市内で激しいカーチェイスをするもルパンに退けられる。
終盤の戦いではルパンとの一騎打ちとなり善戦する。しかし、ルパンの背後から彼を狙った部下たちのマシンガンの掃射を、ルパンが避けたことで浴びてしまい死亡する。
ヤコペッティ局長
ICPO局長。銭形や飛鳥の上司。
銭形を高く評価し、彼の死を惜しむ。「北条影虎の宝刀」強奪の際は、モルガーナが自分に変装して犯行に及んだことを知ってほぞを噛む。また、ルパンを取り逃がしたパゾリーニとレオーネには銭形のような執念深さがないと愚痴をこぼす。
パゾリーニ警部
ICPOの刑事。銭形や飛鳥の同僚。
中年の刑事。レオーネと共にルパンの行方を追うが、ヤコペッティからは銭形のような執念がないと叱責される。レオーネと銭形の墓参りに訪れた際に、彼が地中から復活する現場に出くわし、彼を保護して本部に戻る。
レオーネ刑事
ICPOの刑事。銭形や飛鳥の同僚。
若い刑事。パゾリーニと共にルパンの行方を追う。終盤、銭形がモルガーナのアジトに向かう際にはパゾリーニの命令という形で彼に同行することになる。

## 関連用語
風魔
16世紀（戦国時代）の日本において活躍した忍者集団。風魔一族はルパンシリーズでしばしば登場する勢力だが、本作の風魔は本作オリジナルのものであり、現在は飛鳥と摩耶だけしか残っていないという。本作の風魔は16世紀にローマから日本に亡命してきた科学者たちが、同地の山賊達と結びつき、その科学力を忍術として活躍したものだという。「ふうま」という名前自体が「ローマ」が訛ったものと説明されている。
モルガーナ
本作の敵勢力及びその長の名。組織としての名前は登場しない（あるいはモルガーナ自体が組織の名）。忍者集団として知られ、一般構成員は一般にイメージされるような忍びの黒装束の格好で忍者刀や手裏剣を武器に用いる。ただ、拠点はヨーロッパで、戦闘ヘリやマシンガン、科学力が突出したハイテク武器を用い、長のモルガーナからして白いローブに仮面の大柄な西洋人で、摩耶以外の日本人構成員も登場しない。世界各地で強奪事件を起こすが、ICPOからは破壊が目的ではないかと言われるほど手口が荒っぽい。
組織の源流はローマから世界征服を企んだ秘密結社「モルガーナ」。
風神
本作のお宝で、風魔一族に伝わる秘宝。何らかの兵器であることが示唆されているが、それが何なのか、どういう形なのかも不明。これを手に入れるため、鍵となる「地獄如来像」を巡り、かつては織田信長が比叡山の焼き討ちを行ったり、ヒトラーが親善という目的で像を手に入れたりしたという。手に入れるには「地獄如来像」と「北条影虎の宝刀」、さらに風魔一族の血を引く者が必要で、さらにそれによって手に入る「六角の石」の謎を解かなければならない。
その正体は16世紀に秘密結社モルガーナが、世界征服のためにローマの科学者たちに依頼した兵器で、疑似的なブラックホールを発生させる。見た目はフットボールほどの大きさのシーサーの様な像の置物。起動させるには、さらに「神の子エルフ」の謎を解かなければならない。

## 声の出演
- ルパン三世 - 栗田貫一
- 次元大介 - 小林清志
- 石川五ェ門 - 井上真樹夫
- 峰不二子 - 増山江威子
- 銭形警部 - 納谷悟朗
- 神楽坂飛鳥 - 平野綾
- 摩耶 - 朴璐美
- モルガーナ - 津嘉山正種
- アンドレ - 玄田哲章
- ラブレス - 藤原啓治
- ヤコペッティ局長 - 永田博丈
- パゾリーニ警部 - 後藤哲夫
- レオーネ刑事 - 三上哲
- ベッカー班長 - 蓮池龍三
- 老神父 - 山田敦彦
- 忍者 - 皆木俊彦
- 救急隊員 - 貴志昌文
- 警官A - 雨宮弘樹
- 警官B - 伊牟田大
- 女 - 坂井恭子

## スタッフ
- 原作 - モンキー・パンチ（MPワークス、双葉社/ルパン三世officialマガジン刊）
- 監督・絵コンテ - アミノテツロ
- 企画 - 今村司、前田伸一郎
- 演出 - 大庭秀昭、鎌仲史陽、羽毛田朋樹
- 脚本 - 大川俊道
- キャラクターデザイン・総作画監督 - 平山智
- 作画監督 - 八崎健二、今木宏明、相馬満、鈴木信一、吉川真一、松田芳明
- 美術監督 - 飯島由樹子
- 色彩設計 - 菊地和子
- 撮影監督 - 野口龍生
- 編集 - 佐野由里子
- 音楽 - 大野雄二
- 音楽監督 - 鈴木清司
- 録音監督 - 加藤敏
- 音響効果 - 倉橋静男、山谷尚人（サウンドボックス）
- 音響制作 - 東北新社
- 音響制作担当 - 大野拓也
- 制作担当 - 綿引圭
- 音楽プロデューサー - 山田慎也、澤藤弘一
- アシスタントプロデューサー - 青木隆介（TMS）、小林三紀子（日テレ）、進藤友博（日テレ）
- プロデューサー - 中谷敏夫（日テレ）、尾﨑穏通（TMS）
- オリジナルサウンドトラック - 「LUPIN THE THIRD the Last Job」
- 制作協力 - アンサースタジオ
- フォント協力 - フォントワークス株式会社
- 協力 - HEIWA
- 企画・制作 - 日テレ
- 製作・著作 - トムス・エンタテインメント

## 主題歌
エンディングテーマ「笑う太陽」
作詞・唄 - 中納良恵 / 作曲 - 大野雄二

## 漫画版
ACTION COMICS ORIGINAL「ルパン三世officialマガジン」の2009年秋号と2010年冬号に、漫画版が掲載された。
『風魔VSルパン お宝争奪大作戦!』
早川ナオヤによる漫画版。2009年秋号掲載。モルガーナ率いる風魔忍者と徳川の秘宝を狙って戦う内容で、モルガーナや飛鳥などの一部のキャラクターは、この回で出会っている。また、青山剛昌の漫画『名探偵コナン』に登場する犯罪組織「黒ずくめの組織」や同組織の開発した毒薬「APTX4869」が本作にも存在することが、飛鳥の容姿についての描写で示唆されている。
『the Last Job』
早川ナオヤによる漫画版。2010年冬号掲載。内容はテレビスペシャルとほとんど一緒だが、『風魔VSルパン お宝争奪大作戦!』で出合ったキャラクターとは再会という形になっている。また、一部設定もテレビ放送と異なる。銭形は登場しない。
『ルパン三世M 消えた王家の証のありか』
深山幸男による漫画版。2008年秋号掲載。次元大介とアンドレ・マクシムの因縁を描いた作品。
早川ナオヤによる2作は後に『ルパン三世H』第1巻に収録された。
- ルパン三世H (1)
  - 双葉社・アクションコミックス / 2010年10月12日 初版 / ISBN 978-4-57-583821-3